# Stanisław Kostka Tarnowski

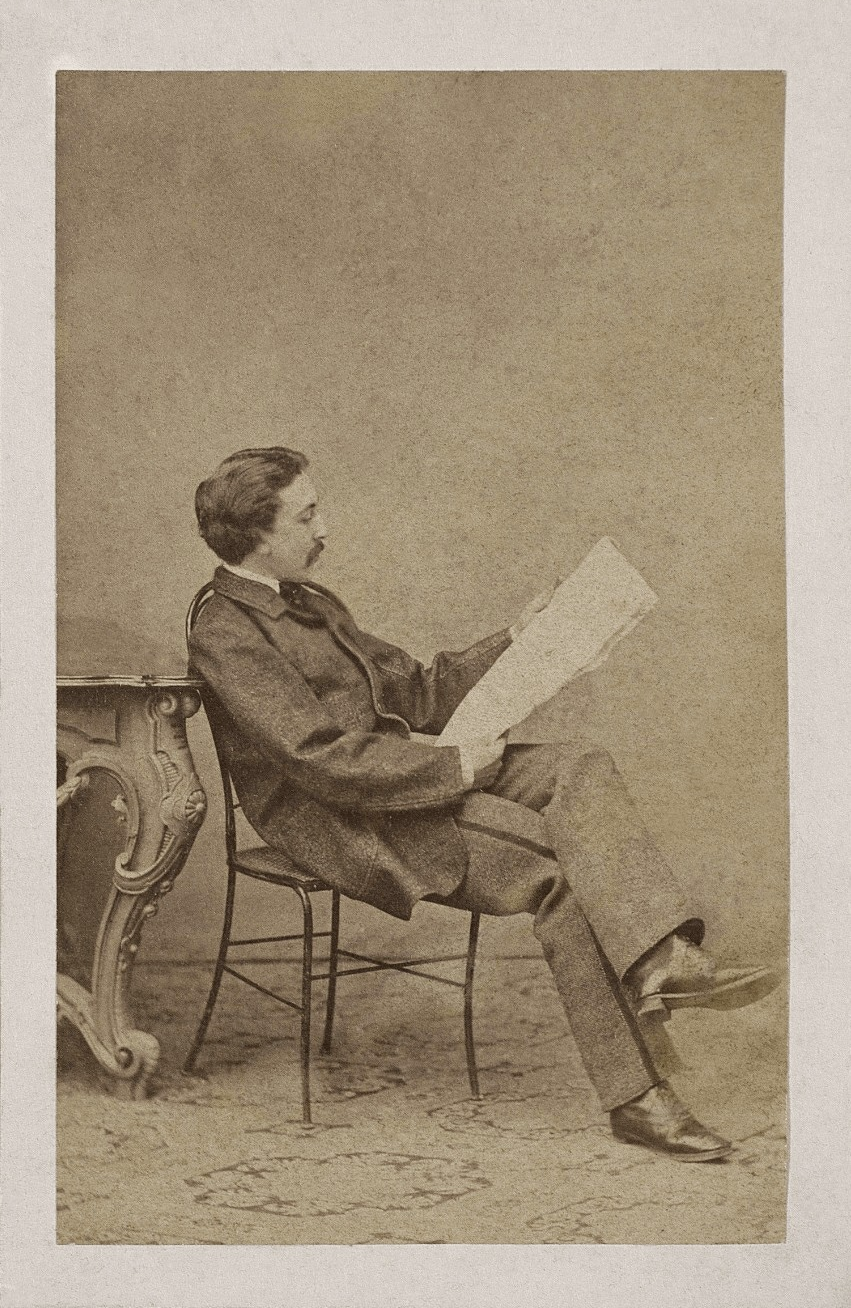
Stanisław Tarnowski – fotografia Ludwiga Angerera wykonana w Wiedniu w 1863

Stanisław Kostka Tarnowski hrabia herbu Leliwa, ps. „Edward Rembowski”, „Światowid” (ur. 7 listopada 1837 w Dzikowie, zm. 31 grudnia 1917 w Krakowie) – polski historyk literatury, krytyk literacki, publicysta polityczny, przywódca konserwatystów krakowskich, profesor i rektor Uniwersytetu Jagiellońskiego, prezes Akademii Umiejętności w Krakowie, członek Towarzystwa Historycznego we Lwowie.

## Życiorys

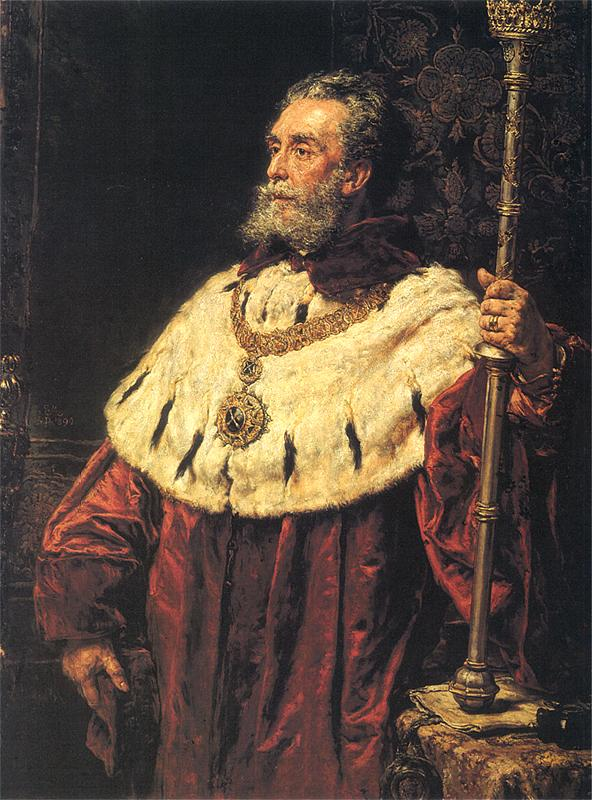
Portret Stanisława Tarnowskiego, Jan Matejko

Stanisław Tarnowski uczęszczał do gimnazjum Św. Anny w Krakowie (1850–1854), następnie studiował prawo (1855–1858) i filologię (1858–1861, m.in. u Karola Mecherzyńskiego) na Uniwersytecie Jagiellońskim. Studia w dziedzinie filologii uzupełniał na uniwersytecie w Wiedniu (1861). Związał się w tym okresie z Hotelem Lambert, był korespondentem galicyjskim Biura Politycznego Hotelu Lambert, a podczas pobytu w Paryżu w ramach działalności tego Biura współpracował m.in. z Julianem Klaczką i Walerianem Kalinką. Za współpracę z Komitetem Narodowym podczas powstania styczniowego (m.in. przy organizacji oddziału powstańczego pod dowództwem Zygmunta Jordana) był więziony przez władze austriackie w Ołomuńcu. Po ułaskawieniu stanął na czele krakowskich konserwatystów (tzw. stańczyków, 1865). W 1866 roku we dworze należącym do kuzyna i imiennika Stanisława Tarnowskiego, mianowicie Stanisława Tarnowskiego zwanego „Białym” w Śniatynce gościł polski malarz Artur Grottger, który uwiecznił swego gospodarza w cyklu „Lithuania”, mimo to autorem książki „Artur Grottger” był Stanisław Tarnowski – bohater tego artykułu.
Tarnowski powołał do życia (wspólnie z Józefem Szujskim), redagował i wydawał miesięcznik „Przegląd Polski”, ogłosił manifest programowy konserwatystów (Teka Stańczyka, 1868–1869, wspólnie z Szujskim, Stanisławem Koźmianem i Ludwikiem Wodzickim), zasiadał w galicyjskim Sejmie Krajowym (1867–1875), później w Izbie Panów w Wiedniu (od 1885). W 1870 został współwłaścicielem pisma „Czas”, które stało się wkrótce czołowym organem konserwatystów.
W 1870 obronił doktorat na Uniwersytecie Jagiellońskim (na podstawie pracy Król Stanisław Leszczyński jako pisarz polityczny) i uzyskał habilitację, a rok później również tytuł profesora nadzwyczajnego i kierownictwo Katedry Historii Literatury Polskiej; szybka procedura objęcia katedry przez Tarnowskiego miała na celu zablokowanie kandydatury ubiegającego się o to miejsce Józefa Ignacego Kraszewskiego, niechętnie widzianego przez środowisko konserwatywne. W 1879 Tarnowski został profesorem zwyczajnym, w roku akademickim 1882/1883 był dziekanem Wydziału Filozoficznego; dwukrotnie pełnił funkcję prorektora Uniwersytetu Jagiellońskiego (1887/1888, 1900/1901), również dwukrotnie – rektora (1886/1887, 1899/1900). Kierował także Działem Literackim Seminarium Filologii Słowiańskiej (od 1888) oraz zasiadał w Komisji Egzaminacyjnej dla kandydatów na nauczycieli szkół gimnazjalnych i realnych (od 1870).
W 1873 został członkiem czynnym Akademii Umiejętności w Krakowie (późniejszej PAU). W latach 1878–1882 pełnił funkcję sekretarza Wydziału I akademii, a w 1883 zastąpił zmarłego Józefa Szujskiego na stanowisku sekretarza generalnego AU; od 1890 był drugim (po Józefie Majerze) prezesem AU. W ramach prac akademii przewodniczył ponadto Komisji dla Badań w Zakresie Historii Literatury i Oświaty w Polsce (1875–1893) i Komisji Historycznej (1883–1891). W 1880 został powołany na członka honorowego Poznańskiego Towarzystwa Przyjaciół Nauk. Był wybitnym mówcą, wygłaszał przemówienia z okazji ważnych wydarzeń narodowych i publicznych; w 1884 organizował w Krakowie ogólnopolski Zjazd im. J. Kochanowskiego. Wręczał papieżowi Leonowi XIII obraz Jana Matejki Sobieski pod Wiedniem. W 1898 otrzymał tytuł tajnego radcy.
Przez niemal 40 lat kierowania prestiżową Katedrą Historii Literatury Polskiej Uniwersytetu Jagiellońskiego Tarnowski doczekał się licznego grona wybitnych studentów. Byli wśród nich m.in. Michał Bobrzyński, Stanisław Dobrzycki, Stanisław Estreicher, Konstanty Marian Górski, Tadeusz Grabowski, Józef Kallenbach, Jan Karol Kochanowski, Stanisław Pigoń, Kazimierz Przerwa-Tetmajer, Lucjan Rydel, Tadeusz Sinko, Wacław Tokarz. W życiu prywatnym był uważany za człowieka prostolinijnego, obdarzonego poczuciem humoru. Odszedł z pracy w uczelni w 1909 przechodząc na emeryturę.
Zajmował się historią literatury polskiego Odrodzenia i romantyzmu, metodologią historii literatury, krytyką literacką. Z niechęcią odnosił się do literatury pozytywizmu i Młodej Polski. Zakres badań nad historią literatury poszerzył o historyków i pisarzy politycznych, sam badał dorobek Andrzeja Frycza Modrzewskiego. W badaniach kładł nacisk na portret psychologiczny autora, w mniejszym stopniu na biografię. Jego głównym dziełem była Historia literatury polskiej (w sześciu tomach, 1900–1907), stanowiąca pionierską prezentację historię kultury duchowej; z drugiej strony praca ta spotkała się z krytyką jako przestarzała pod względem erudycyjnym i okazująca brak zrozumienia dla literatury najnowszej. Tarnowski wskazywał na przerysowane i sentymentalne tony w poezji Słowackiego, prowadząc na ten temat polemikę z Wiktorem Hahnem; jako pierwszy krytykował twórczość Wincentego Pola, Teofila Lenartowicza, Józefa Bohdana Zaleskiego. Dorobek Tarnowskiego oceniali krytycznie m.in. Stanisław Brzozowski, Wilhelm Feldman, Gabriel Korbut, Stefan Żeromski, Adolf Nowaczyński, Tadeusz Boy-Żeleński.
Zmarł po krótkiej chorobie w swym pałacu na Szlaku w Krakowie. Pochowany w styczniu 1918 roku w Krakowie na Cmentarzu Rakowickim w grobie Branickich. W listopadzie 1937 rodzina przeniosła jego zwłoki do rodzinnej krypty Tarnowskich w kościele oo. Dominikanów w Tarnobrzegu (Dzikowie).

## Ordery i odznaczenia
- Krzyż Komandorski Orderu Odrodzenia Polski (pośmiertnie, 11 listopada 1936)[9]
- Krzyż Komandorski z Gwiazdą Orderu Franciszka Józefa (Austro-Węgry, 1887)
- Order Leopolda I klasy (Austro-Węgry, 1908)[10]
- Komandor Orderu Piusa IX (Stolica Apostolska)[11]
- Odznaka Honorowa za Dzieła Sztuki i Umiejętności (Austro-Węgry)[12][13]

## Twórczość
Był autorem utworów satyrycznych; napisał m.in. komedię Wędrówka po Galilei (1873, z Władysławem Ludwikiem Anczycem), satyrę Marszałek (1882), parodię twórczości Stanisława Wyspiańskiego Czyściec Słowackiego (1903). Polemizował z Władimirem Sołowjowem w sprawie narodowej  . Z prac naukowych można wymienić:

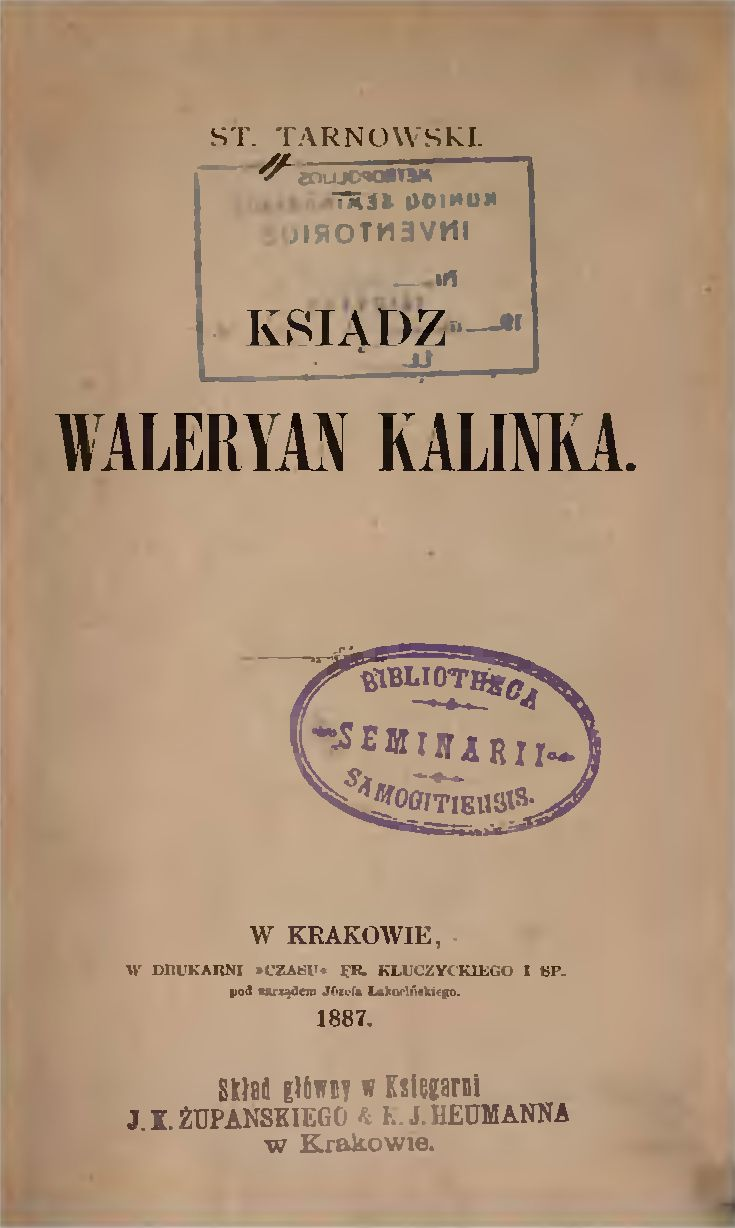
Ksiądz Walerian Kalinka (1887)

- Frycz Modrzewski o poprawie Rzeczypospolitej (1867)
- Rozprawa o Juliuszu Słowackim (1867)
- O Łukaszu Górnickim (1868)
- O Piotrze Grabowskim (1869)
- O korespondencyi Mickiewicza (1870)
- „Dworzanin” Górnickiego (1871)
- Romans polski w początkach XIX-ego wieku (1871)
- Stefana Garczyńskiego „Wacław” i drobne poezje (1872)
- O księdzu Kaysiewiczu (1873)
- O Krzysztofie Warszewickim (1874)
- Komedye Aleksandra hr. Fredry (1876)
- Pisarze polityczni XVI wieku (1886, 2 tomy)
- Ksiądz Waleryan Kalinka (1887)
- Henryk Rzewuski (1887)
- Jan Kochanowski (1888)
- Z wakacyji (1888 2 tomy)
- Zygmunt Krasiński (1892)
- Henryk Sienkiewicz (1897)
- Matejko (1897)
- Nasze Dzieje w XIX wieku (1901)
- Julian Klaczko (1909)[16][17]
- O literaturze polskiej XIX wieku (1977, redaktor Henryk Markiewicz)

W 2008 roku ukazały się wspomnienia Tarnowskiego zatytułowane Z Dzikowa do Ziemi Świętej. Podróż do Hiszpanii, Egiptu, Ziemi Świętej, Syrii i Konstantynopola z lat 1857–1858, a w 2010 roku spisana przez Tarnowskiego Domowa Kronika Dzikowska.

## Stosunki rodzinne
Pochodził z rodziny arystokratycznej, był synem hrabiego Jana Bogdana i Gabrieli z Małachowskich, bratem Jana Dzierżysława i Juliusza. Braćmi stryjecznymi Stanisława byli Władysław Tarnowski, poeta i dramaturg, kompozytor; oraz imiennik Stanisław Tarnowski, zwany „Białym” malarz i kolekcjoner. Siostra Stanisława, Waleria (1830–1914), wyszła za mąż w 1855 za Franciszka Mycielskiego (ziemianina, działacza społecznego i politycznego) i była matką m.in. Jerzego Mycielskiego (historyka sztuki).